# 1995 KK1
1995 KK1, também escrito como 1995 KK1, é um objeto transnetuniano (TNO) que está localizado no cinturão de Kuiper, uma região do Sistema Solar. Ele é classificado como um plutino, pois, o mesmo está em uma ressonância orbital de 2:3 com o planeta Netuno. Ele possui uma magnitude absoluta (H) de 8,5 e, tem um diâmetro estimado com cerca de 88 km.

## Descoberta
1995 KK1 foi descoberto no dia 30 de maio de 1995 pelo astrônomo D. C. Jewitt.

## Órbita
A órbita de 1995 KK1 tem uma excentricidade de 0.190 e possui um semieixo maior de 39.475 UA. O seu periélio leva o mesmo a uma distância de 31.981 UA em relação ao Sol e seu afélio a 46.969.